# 渋谷高架橋
渋谷高架橋（しぶやこうかきょう）は、東京都渋谷区のJR渋谷駅上部に架かる首都高速3号渋谷線の橋である。

## 歴史
首都高速3号渋谷線のうち、渋谷駅前後の渋谷4丁目の青山学院大学付近 - 道玄坂1丁目（渋谷出入口）付近の1.3kmは1962年に着工した。渋谷は文字通り「谷」にあり、青山学院グラウンド付近のトンネルを抜けると渋谷駅付近では高架となり、南平台町付近では両脇を走る玉川通り（国道246号。建設当時は放射22号）とほぼ同じ道路面高さとなる。
渋谷4丁目の暫定出入口と渋谷出入口の間は東京オリンピック直前の1964年10月1日に開通。渋谷4丁目 - 谷町JCT間は1967年9月2日、渋谷 - 用賀出入口まで全線開通したのは1971年12月21日である。

## 工法

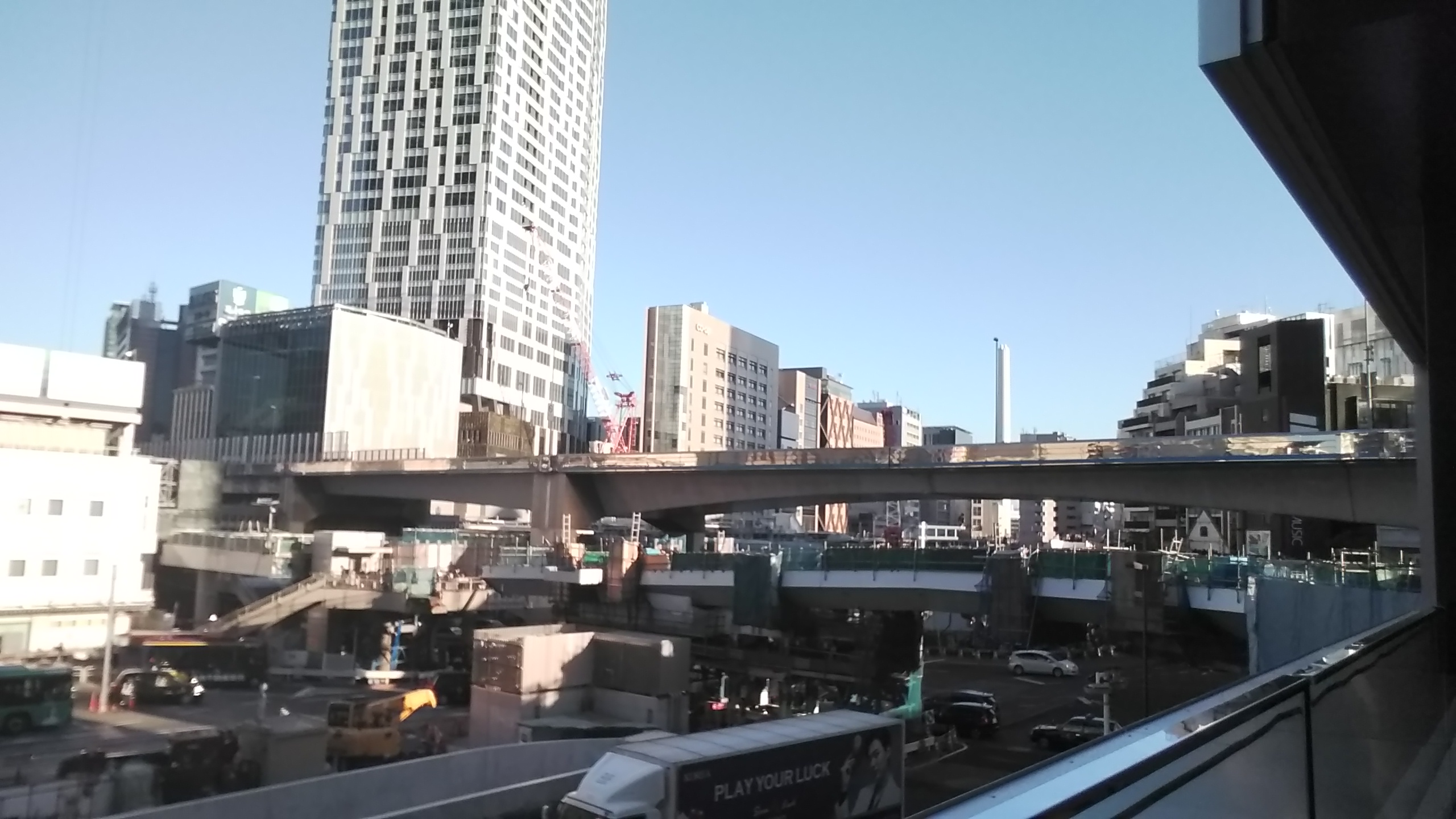
渋谷駅西側にも同形式の橋が架かる

渋谷駅付近では山手線と当時高架だった東急東横線、交通の輻輳する駅の東西の街路上部を通るため、十分に安全で、かつ交通を阻害しない工法が検討された。その結果、鉄道上部の鋼桁を挟む2連のプレストレスト・コンクリート中央ヒンジ付き3径間連続ラーメン箱桁橋が採用された。橋長はそれぞれ144m（39m+59m+46m）と171m（45m+81m+45m）。施工にあたっては、1959年に神奈川県の嵐山橋で初めて日本に導入され、それまで山間部の橋梁で実施されていたディビダーク工法が、日本の都市部では初めて採用された。左右にバランスを取りながら張り出す工事風景は注目され、新聞・雑誌や学校の教材にも「ヤジロベエ工法」として紹介された。